# Módulo de Ação Comunitária
O Módulo de Ação Comunitária, mais conhecido como, Maquinho, é um equipamento cultural, projetado pelo arquiteto Oscar Niemeyer.
O Maquinho pertence ao Caminho Niemeyer, conjunto de equipamentos culturais construídos ao longo da orla marítima da cidade de Niterói, Rio de Janeiro, defronte ao mundialmente famoso Museu de Arte Contemporânea de Niterói (MAC), no alto do Morro do Palácio. 

## História
Inaugurado em dezembro de 2008, resulta de projeto de arte-educação desenvolvido pelo Museu de Arte Contemporânea em parceria com a Universidade Federal Fluminense (UFF) para atender jovens, especialmente moradores da comunidade carente do Morro do Palácio. 
Em Abril de 2010, a obra foi interditada devido as fortes chuvas, que causaram a destruição de parte da escadaria de acesso.